# Itamarati de Minas
Itamarati de Minas é um município do estado de Minas Gerais, fica situada na zona da mata mineira, fazendo divisa com os municípios de Astolfo Dutra, Cataguases, Descoberto, Dona Euzébia, e Leopoldina. Sua população, recenseada pelo IBGE em 2022, era de 3 690 habitantes.

## Topônimo
"Itamarati" é uma palavra originária da língua geral setentrional: significa "rio das pedras pequenas", pela junção de itá (pedra), mirim (pequeno) e ty (rio).

## História
Em 1891, atendendo aos fazendeiros da região, o governo estadual criou um distrito com sede no Engenho do Bom Sucesso. Assim, próximo ao engenho, foi erguido um povoado que, em 1962, emancipou-se de Cataguases, com o nome de Itamarati de Minas.

## Geografia
O município localiza-se na Mesorregião da Zona da Mata. Está distante a 308 km da capital do Estado, Belo Horizonte.

### Rodovias
- MG-285
- MG-448

### Relevo, Clima, Hidrografia
A altitude da sede é de 200 metros, possuindo, no seu ponto culminante, a altitude de 1.215 metros. O clima é do tipo tropical, com chuvas durante o verão e temperatura média anual em torno de 21°C, com variações entre quinze graus centígrados (média das mínimas) e 27°C (média das máximas). (ALMG)
O município faz parte da bacia do rio Paraíba do Sul, sendo banhado pelo Rio Novo, afluente do Rio Pomba, e pelo Ribeirão dos Pires, afluente do Rio Novo.

### Demografia
Dados do Censo - 2000
População total: 3 791
- Urbana: 2 804
- Rural: 987
- Homens: 1 940
- Mulheres: 1 851

(Fonte: AMM)
Densidade demográfica (hab./km²): 39
Mortalidade infantil até 1 ano (por mil): 14,6
Expectativa de vida (anos): 75,4
Taxa de fecundidade (filhos por mulher): 2,1
Taxa de alfabetização (pessoas de 15 anos ou mais): 93,05%
Índice de Desenvolvimento Humano (IDH-M): 0,688
- IDH-M Renda: 0,677
- IDH-M Longevidade: 0,841
- IDH-M Educação: 0,572

(Fonte: PNUD/2010)